# Juventus Football Club (Belize)
Juventus Football Club é um clube de futebol de Belize, que atualmente compete na Belize Premier Football League (BPFL) da Federação de Futebol de Belize.

## Títulos
- Campeonato Belizenho de Futebol: 5 
1995/96, 1996/97, 1997/97, 1998/99, 2005